# Wilhelm Wilberg

Wilhelm Wilberg

Wilhelm Wilberg (* 1. Dezember 1872 in Athen; † 14. August 1956 in Gmunden, Österreich) war ein deutscher, seit 1908 österreichischer Bauforscher und Archäologe, der im Deutschen Archäologischen Institut (DAI) Athen und im Österreichischen Archäologischen Institut (ÖAI) in Wien und Athen wirkte und an zahlreichen Grabungen, darunter 1893 mit Wilhelm Dörpfeld in Troja, beteiligt war. Wilbergs bauliche Rekonstruktion der Fassade der Celsus-Bibliothek in Ephesos, die er zu Beginn seiner Tätigkeit für das ÖAI erarbeitete und im Jahr 1908 veröffentlichte, konnte zur Grundlage der Neuerrichtung der Fassade der Celsus-Bibliothek in den Jahren 1970 bis 1978 werden.

## Leben

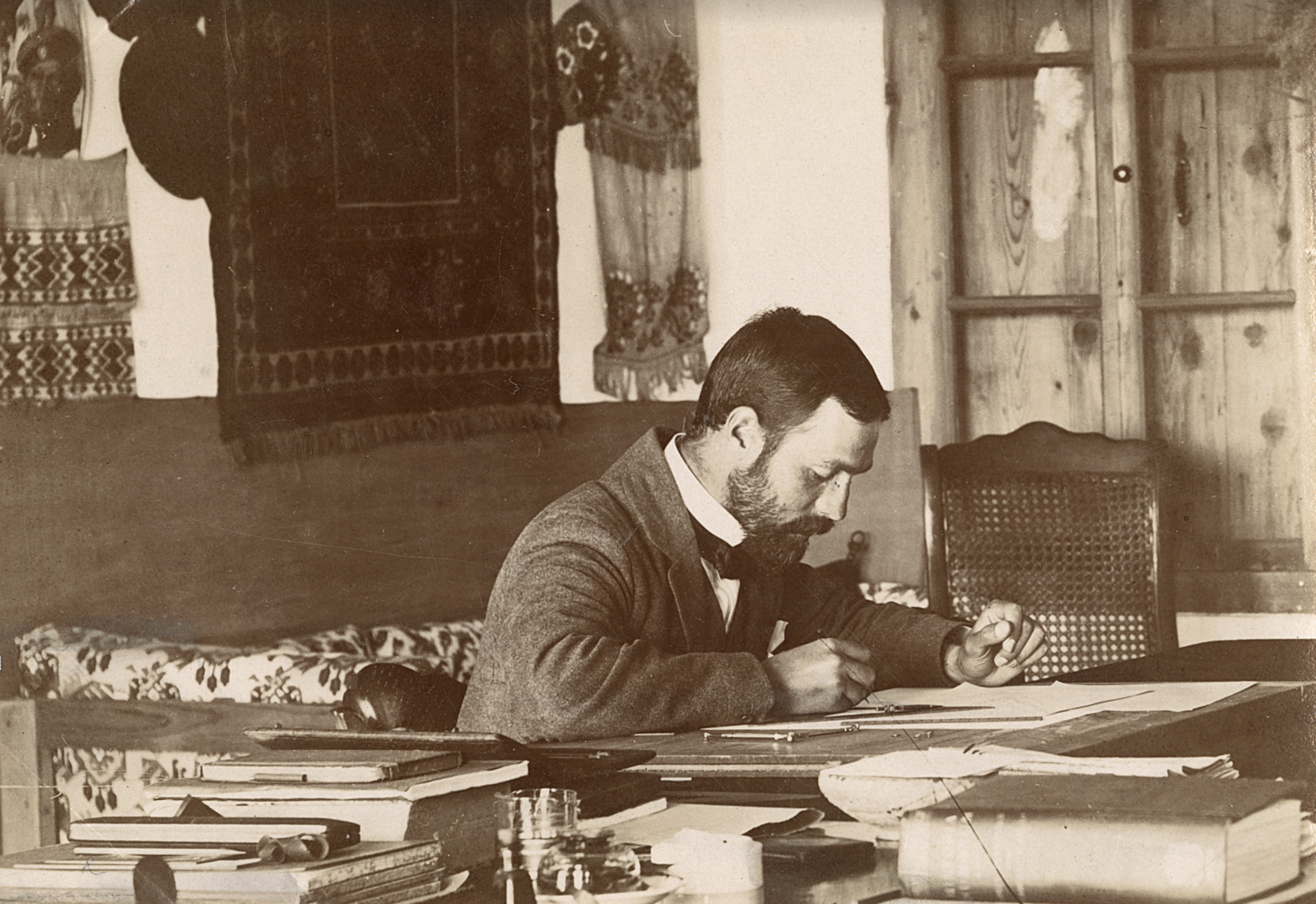
Wilhelm Wilberg in Priene

Wilhelm Wilberg wurde als Sohn des Verlagsbuchhändlers und deutschen Konsuls Karl Wilberg (Essen 1829 – Athen 1882) in Athen geboren. Wilberg absolvierte seine Schulausbildung zunächst bei einem Hauslehrer und dann auf Gymnasien in Weimar und Leipzig. Er trat im Jahr 1891 seine Lehrjahre bei dem deutschen, später griechischen Architekten Ernst Ziller an. Wilhelm Wilberg führte während seiner Lehrzeit Bauzeichnungen und Neuvermessungen im Auftrag des Deutschen Archäologischen Instituts Athen aus, diese entstanden insbesondere in Zusammenarbeit mit Wilhelm Dörpfeld, dem Leiter des Instituts. Wilberg war 1893 bis 1896 Assistent von Dörpfeld, beteiligte sich an verschiedenen Ausgrabungen und erarbeitete mit Dörpfeld eine topographische Karte von Troja (Hissarlik). Zum Abschluss seiner Architektenausbildung studierte Wilhelm 1896 bis 1897 zwei Semester an der Technischen Universität München. Im Jahr 1898 wurde Wilberg zum Grabungsarchitekten des neugegründeten Österreichischen Archäologischen Instituts ernannt. Für das Institut wurde er im Jahr 1912 zum Ersten Sekretär der Zweigstelle Athen berufen. Im Jahr 1914 promovierte Wilberg bei Rudolf Heberdey in Graz über das Südtor der Agora von Ephesos.
Nach dem Ausbruch des Ersten Weltkrieges, während die Zweigstelle des ÖAI in Athen geschlossen war, und fortgesetzt bis 1922 war Wilberg der Zentrale des Instituts in Wien zugeteilt und arbeitete zu architektonischen Themen, mit einem Schwerpunkt auf Ephesos. Er kehrte nach der Wiedereröffnung der Zweigstelle Athen nicht dorthin zurück und schied im Jahr 1922 aus dem Institut aus. Danach war Wilberg in Wien mit wissenschaftlichen Schriften und Vorträgen zeitweise freiberuflich tätig.
Im Jahr 1904 hatte Wilberg Marie Favarger geheiratet, das Paar hatte einen Sohn, den späteren österreichischen Politiker Alexander Wilberg. Nach dem Tod seiner Frau Marie Wilberg im Jahr 1916 heiratete er im Jahr 1923 Adele Gerstle.
Wilhelm Wilbergs Vater Karl Wilberg war 1876 bis 1885 Verleger der Athenischen Mittheilungen, dem wissenschaftlichen Organ der Abteilung Athen des Deutschen Archäologischen Instituts. Wilhelm Wilbergs ältere Brüder Fritz Wilberg und Karl Wilberg wirkten ebenfalls durch ihre Tätigkeiten für das Deutsche Archäologische Institut.
Der Kunsthistoriker Peter Vignau-Wilberg war Wilhelm Wilbergs Enkel.

## Werk
Am Deutschen Archäologischen Institut (DAI) in Athen entstand in der Zusammenarbeit mit Wilhelm Dörpfeld unter anderem eine topographische Karte von Troja. Zu Wilbergs Aufgaben im DAI gehörte die Bearbeitung der Zeichnungen von Monumenten für Publikationen der Kollegen im Institut, insbesondere für Dörpfelds Buch über das griechische Theater. Wilbergs Rekonstruktion der Fassade der Celsus-Bibliothek in Ephesos konnte als Grundlage bei ihrer Neuerrichtung in den Jahren 1970 bis 1978 dienen.
Wilberg war an archäologischen Grabungen beteiligt. Im Jahr 1897 plante Wilberg zusammen mit dem Archäologen Theodor Wiegand, im Auftrag des Berliner Museums, Ausgrabungen in Priene. Im folgenden Jahr 1898 wurde das Österreichische Archäologische Institut (ÖAI) mit der Zentrale in Wien und Zweigstellen in Athen, Smyrna und Konstantinopel gegründet. Wilberg wurde zum Grabungsarchitekten des ÖAI nach Wien berufen. Die Grabungen in Ephesos galten als Schwerpunkt der Aufgaben des Instituts, sie begannen im Jahr 1895. In den Jahren 1898 bis 1899 fanden die Grabungen in Lousoi auf der Peloponnes statt. Im Jahr 1900 erfolgten Grabungen in Spalato, des Weiteren in Bencovac, Ephesos und Smyrna. Im Jahr 1903 begannen die Ausgrabungen der Celsus-Bibliothek.
Einen Eindruck von Wilbergs schöpferischer Tätigkeit bieten die Entwurfszeichnungen für die Übermalung der Fresken der Wände des Peristyls vom Achilleion auf Korfu/Kerkyra. Das Achilleon war in den Jahren 1888 bis 1891 als Refugium für Kaiserin Elisabeth oberhalb der Villa Mon Repos erbaut worden. Kaiser Wilhelm II. erwarb im Jahr 1907 das Anwesen, die Einrichtung wurde geringfügig geändert. Für die Umbauten und Renovierungen war seit 1907 Ernst Ziller verantwortlich. In der Säulenhalle des Peristyls war eine Rückwand mit Szenen aus der griechischen Geschichte und Mythologie im Stil von Peter Cornelius versehen. Wilberg legte mehrere Entwürfe vor. Diese wurden im Jahr 1911 genehmigt und kamen schließlich zur Ausführung.

## Ehrungen
- Ernennung zum korrespondierenden Mitglied des Österreichischen Archäologischen Instituts (15. Februar 1899)
- Ernennung zum korrespondierenden Mitglied des Deutschen Archäologischen Instituts (21. April 1900)
- Inhaber des Goldenen Verdienstkreuzes des Franz Joseph Ordens mit der Krone (7. März 1902)
- Königlicher Preußischer Kronen-Orden III. Klasse (6. Mai 1912)
- Ernennung zum wirklichen Mitglied des Deutschen Archäologischen Instituts (21. April 1913)
- Ehrenmitgliedschaft der Archäologischen Gesellschaft Athen (28. Januar 1914)
- Bronzene Ehrenmedaille des Roten Kreuzes mit Kriegsdekoration (1. Oktober 1915)

## Veröffentlichungen
Siehe das vollständige Schriftenverzeichnis in: Thea Vignau-Wilberg, Peter Vignau-Wilberg: Bauzeichnung und Rekonstruktion. Der Bauforscher Wilhelm Wilberg und die Archäologie um 1900. Schnell + Steiner, Regensburg 2022, ISBN 978-3-7954-3771-8, S. 121–122
- Wilhelm Dörpfeld: Troja 1893. Bericht über die im Jahre 1893 in Troja veranstalteten Ausgrabungen, unter Mitwirkung von Alfred Brückner, Max Weigel und Wilhelm Wilberg, Leipzig 1894.
- Wilhelm Dörpfeld und Emil Reisch: Das griechische Theater. Athen 1896 (die meisten Abbildungen im Text sowie die acht Falttafeln im Anhang sind von Wilhelm Wilberg gezeichnet).
- Friedrich Frhr. (Freiherr) Hiller von Gaertringen: Die Insel Thera in Altertum und Gegenwart mit Ausschluß der Nekropolen, unter Mitwirkung von A. Schiff, W. Wilberg u. a. Berlin 1899.
- mit Rudolf Heberdey: Grabbauten von Termessos in Pisidien. In: Jahreshefte des Österreichischen Archäologischen Institutes, Bd. III, 1900, S. 177–210.
- Zeichnungen der Dachterrakotten. In: Wolfgang Reichel und Adolf Wilhelm: Das Heiligthum der Artemis zu Lusoi, Jahreshefte des Österreichischen Archäologischen Institutes, Bd. IV, 1901, 1–89.
- Wilhelm Dörpfeld: Troja und Ilion: Ergebnisse der Ausgrabungen in den vorhistorischen und historischen Schichten von Ilion 1870–1894, unter Mitwirkung von Alfred Brückner, Hans von Fritze, Alfred Götze, Hubert Schmidt, Wilhelm Wilberg, Hermann Winnefeld. Athen 1902.
- Die archaische Poros-Architektur der Akropolis zu Athen. Hrsg. von Theodor Wiegand, unter Mitwirkung von W. Dörpfeld, E. Gilliéron, H. Schrader, C. Watzinger und W. Wilberg, Cassel und Leipzig 1904.
- Priene: Ergebnisse der Ausgrabungen und Untersuchungen in den Jahren 1895–1898 von Theodor Wiegand und Hans Schrader, unter Mitwirkung von G. Kummer, W. Wilberg, H. Winnefeld, R. Zahn, Berlin 1904.
- Das alte Artemision. In: Forschungen in Ephesos, Bd. I, Wien 1906, S. 1–15.
- mit Rudolf Heberdey: Der Viersäulenbau auf der Arkadianestraße. In: Forschungen in Ephesos, Bd. I, Wien 1906, S. 132–142.
- mit Heinrich Swoboda: Bericht über Ausgrabungen in Grado. In: Jahreshefte des Österreichischen Archäologischen Institutes, Bd. IX, 1906, Beiblatt, Spalte 4–23.
- mit Hans Liebl: Ausgrabungen in Asseria. In: Jahreshefte des Österreichischen Archäologischen Institutes, Bd. XI, 1908, Beiblatt, Spalte 17–87.
- Die Fassade der Bibliothek in Ephesos. In: Jahreshefte des Österreichischen Archäologischen Institutes, Bd. XI, 1908, S. 118–135.
- Stierkopfkapitelle aus Ephesos. In: Jahreshefte des Österreichischen Archäologischen Institutes, Bd. XII, 1909, S. 207–214.
- Bauzeichnungen: Fassade der Bibliothek in Ephesos (Abb. 473, 474). In: Josef Durm: Die Baukunst der Griechen. Leipzig 1910.
- mit Rudolf Heberdey und George Niemann: Das Theater in Ephesos. Vorwort von Emil Reisch. In: Forschungen in Ephesos, Bd. II, 1912, S. 5–52: Beschreibung und Geschichte des Baus.
- Zum Athena-Tempel in Priene. In: Athenische Mitteilungen, XXXIX, 1914, S. 72–82 (datiert 1913).
- Die Entwicklung des dorischen Kapitells. In: Jahreshefte des Österreichischen Archäologischen Institutes, Bd. XIX-XX, 1919, S. 167–181.
- mit Josef Keil: Die Agora. In: Forschungen in Ephesos, Bd. III, 1923, S. 1–168.
- mit George Niemann und Rudolf Heberdey, Torbauten am Hafen. In. Forschungen in Ephesos, Bd. III, 1923, S. 169–223.
- Der Aquädukt des C. Sextilius Pollio. In: Forschungen in Ephesos, Bd. III, 1923, S 256–262. (Inschriften, S. 263–265 von Rudolf Heberdey)
- Das Brunnenhaus am Theater. In: Forschungen in Ephesos, Bd. III, 1923, S. 266–273.
- Das Gebäude. In: Forschungen in Ephesos, Bd. V, Heft 1, Die Bibliothek, S. 1–42 (2. Auflage 1953).
- Korrekturen in einem Teil eines Exemplars des Baedeker-Führers Griechenland: Kleinasien (1904, 4. Auflage), S. 369–448. Im Text ein Stempel der Druckerei Breitkopf und Haertl, datiert Oktober 1902.
- Eleusis, Manuskript, wohl Text für eine Neuauflage des Baedeker-Führers zu Athen. Handschriftlich, 47 nummerierte Seiten, 9 Zeichnungen. Späteste Datierung bei der angegebenen Literatur: 1910.

## Archivalien
- Deutsches Archäologisches Institut Athen, Archiv, online. Die Korrespondenz im DAI wird derzeit digital erschlossen (Stand: Juli 2024).
- Österreichisches Archäologisches Institut, Zweigstelle Athen, Österreichische Akademie der Wissenschaften (ÖAI Athen), online (Mehrere Skizzenbücher: Athen 1895 2 Bde., Inselreise 1896, Spalato 1900/1901, Troja, Kibyra, Balbura, Oinoada, Kretopolis 1902 u. a.).
- American School of Classical Studies at Athens, Archives, online.
- Deutsches Archäologisches Institut, Zentrale, Berlin, online (Nachlaß Wiegand: acht Briefe, eine Postkarte: Wilhelm Wilberg an Theodor Wiegand, 1897–1898 aus Athen, Priene, Izmir; Nachlaß Wolters: Brief von Wilberg an Paul Wolters, 1914 aus Salzburg).
- Archiv Vignau-Wilberg (Auswahl: Wilhelm Wilberg, Notizblock, Seiten nicht nummeriert, auf der ersten Seite „Überblick über die griechische Kunst // W. Wilberg“, mit sieben Bleistiftskizzen griechischer Kunstwerke. Karl Wilberg, 2 Bände: Band I. 19. Juli 1864–31. Mai 1875, 192 paginierte Seiten, doppelseitig beschrieben, Band II, 2. Juni 1875–17. Juli 1882, 288 paginierte Seiten, davon 176 doppelseitig beschrieben. Fremdenbuch der Familie Karl Wilberg in Athen, gedruckte Vorlage, Hannover, Verlag Heinrich Feesche, 3. Auflage, erster Eintrag „1857“, letzter Eintrag „Athen, den 22. Januar 1893“.)[5]
- Universität Graz, Universitätsarchiv, Graz, online (Doktoratsakt Wilhelm Wilberg, Digitalisat).
- Bayerische Staatsbibliothek, Abteilung Handschriften und Alte Drucke, München (Nachlaß Paul Wolters, Woltersiana: Briefe von Wilhelm Wilberg an Paul Wolters).
- Österreichisches Archäologisches Institut / Österreichische Akademie der Wissenschaften, Archiv, Wien, online (600 Handzeichnungen, als Digitalisate in der Bilddatenbank, Ephesos-Unterlagen im Dokumentationsarchiv (Zeichnungen); Asseria: Zeichnungen, Skizzenbuch. Personalakten bis 1940).
- Österreichische Nationalbibliothek, Sammlung von Handschriften und Alten Drucken, online (2 Briefe von Wilhelm Wilberg an Otto Benndorf (Teilnachlass Otto Benndorf), 5 Briefe von Mimi Wilberg-Favarger an Rosa von Gerold (Teilnachlass Rosa von Gerold), 14 Briefe von Marie (Mimi) Favarger-Gottlieb an Rosa von Gerold (Teilnachlass Rosa von Gerold)).